# Motulalo
Motulalo é um ilhéu do atol de Nukufetau, Tuvalu.